# Hoslovice
Hoslovice (en allemand : Hoslowitz) est une commune du district de Strakonice, dans la région de Bohême-du-Sud, en République tchèque. Sa population s'élevait à 156 habitants en 2020.

## Géographie
Hoslovice se trouve à 14 km au sud-ouest de Strakonice, à 58 km au nord-ouest de České Budějovice et à 110 km au sud-sud-ouest de Prague.
La commune est limitée par Zvotoky, Volenice et Kraselov au nord, par Zahorčice et Němčice à l'est, par Čestice, Dřešín et Drážov au sud, et par Nová Ves et Strašice à l'ouest.

## Histoire
La première mention écrite du village date de 1352.

## Administration
La commune se compose de trois quartiers :
- Hodějov
- Hoslovice
- Škrobočov